# Aleid Pieter Korthals Altes
Aleid Pieter Korthals Altes (Amsterdam, 18 april 1903 - Hilversum, 9 oktober 1984) was een Nederlands bestuurder.

## Leven en werk
Korthals Altes was een zoon van ir. Aleid Johannes Korthals Altes (1869-1932) en Petronella Cornelia Johanna Schuurman (1875-1970) en telg uit het geslacht Korthals Altes. Hij bezocht het gymnasium in Hilversum en studeerde vervolgens rechten aan de Utrechtse universiteit. Hij trouwde met Lilly Sophia Maria Sterneberg (1900-1975), hieruit werden drie kinderen geboren. 
Korthals Altes was volontair op de secretarie van de gemeente Baarn toen hij in 1930 werd benoemd tot burgemeester van Oosterhesselen. Hij was in die periode enige tijd plaatsvervangend kantonrechter in Hoogeveen. In 1933 volgde de benoeming tot burgemeester in Markelo. Hij was er daarnaast onder meer watergraaf van het waterschap De Schipbeek en provinciaal bestuurder van de Vereniging van Nederlandse Gemeenten. In september 1944, tijdens de Tweede Wereldoorlog, dook hij onder. Het ambt werd vervolgens waargenomen door NSB-burgemeesters. In april 1945 keerde Korthals Altes terug op zijn post. In 1947 werd hij benoemd tot burgemeester van Zeist. Hij bewoonde daar met zijn gezin het landhuis Hoog Beek en Royen. Per 1 mei 1968 ging hij met pensioen.
Korthals Altes overleed op 81-jarige leeftijd. Hij werd begraven op het katholiek kerkhof in Baarn.
- Nederlandse Thesaurus van Auteursnamen: 089593588
- Trove: 859464
- Virtual International Authority File: 284665560
- WorldCat: E39PBJmp87TggkWFkvHwKQBdcP